# Prosenior
Een prosenior is een andere benaming voor oud-voorzitter, gebruikt binnen sommige studentenverenigingen. Hij of zij is in principe een commilito of een oud-lid, maar wordt toch op een andere manier behandeld. Wanneer prosenioren binnenkomen op een cantus, staat de volledige corona recht, en zingt het Io Vivat. Dit lied wordt steeds gezongen bij het begin van een cantus. Een oud-voorzitter is na zijn jaar standaard prosenior, tenzij hij tijdens zijn jaar moest aftreden. 